# ام‌وی تیلیکوم
ام‌وی تیلیکوم (به انگلیسی: MV Tillikum) یک کشتی است که طول آن ۳۱۰ فوت ۲ اینچ (۹۴٫۵ متر) می‌باشد. این کشتی در سال ۱۹۵۹ ساخته شد.